# Acrochaene
Acrochaene, nekadašnji biljni rod klasificiran porodici kaćunovki. Opisao ga je John Lindley 1853., a pripadale su mu dvije vrste. Sinonim za rod Bulbophyllum.

## Sinonimi
- Acrochaene punctata Lindl. →Bulbophyllum kingii Hook.f.
- Acrochaene rimannii Rchb.f. → Bulbophyllum rimannii (Rchb.f.) J.J.Verm., Schuit. & de Vogel